# Vangueria venosa
Vangueria venosa är en måreväxtart som först beskrevs av Ferdinand von Hochstetter, och fick sitt nu gällande namn av Otto Wilhelm Sonder. Vangueria venosa ingår i släktet Vangueria och familjen måreväxter. Inga underarter finns listade i Catalogue of Life.